# Michalis Bakakis
Michalis Bakakis (Agrinio, 18 de marzo de 1991) es un futbolista griego que juega de defensa en el Panetolikos de la Superliga de Grecia. Es internacional con la selección de fútbol de Grecia.

## Carrera internacional
Bakakis fue internacional sub-19 con la selección de fútbol de Grecia, antes de convertirse en internacional absoluto en noviembre de 2014, en un partido frente a la selección de fútbol de Serbia.

## Clubes
| Club        | País   | Año       |
| ----------- | ------ | --------- |
| Panetolikos | Grecia | 2008-2011 |
| Chania FC   | Grecia | 2011-2012 |
| Panetolikos | Grecia | 2012-2014 |
| AEK Atenas  | Grecia | 2014-2022 |
| Panetolikos | Grecia | 2022-     |

## Palmarés

### Títulos nacionales
| Título              | Club       | País   | Año  |
| ------------------- | ---------- | ------ | ---- |
| Copa de Grecia      | AEK Atenas | Grecia | 2016 |
| Superliga de Grecia | AEK Atenas | Grecia | 2018 |